# شکرانه ایزدی
شکرانه ایزدی (زاده ۱۷ دی ۱۳۷۰ - قزوین) تکواندوکار زن اهل کشور ایران است.